# Cầu thủ xuất sắc nhất mùa Giải bóng đá Ngoại hạng Anh
Cầu thủ Ngoại hạng Anh xuất sắc nhất mùa giải là một giải thưởng bóng đá thường niên được trao cho những cầu thủ tại Anh, nhằm công nhận cầu thủ xuất sắc nhất trong mỗi mùa giải Premier League.